# یوشینوری کاساماتسو
یوشینوری کاساماتسو (ژاپنی: 勝又 慶典؛ زادهٔ ۷ دسامبر ۱۹۸۵) یک بازیکن فوتبال اهل ژاپن است.
از باشگاه‌هایی که در آن بازی کرده‌است می‌توان به باشگاه فوتبال ماچیدا زلویا، باشگاه فوتبال توچیگی و باشگاه فوتبال ناگانو پارسیرو اشاره کرد.